# A Year Without Rain
A Year Without Rain este al doilea album de studio al formației americane Selena Gomez & the Scene. Albumul a fost lansat pe data de 17 septembrie 2010 prin Hollywood Records. Formația au lucrat din nou cu compozitorii și producătorii cu care au lucrat în trecut la albumul lor de debut Kiss & Tell ca duo-ul de la Rock Mafia, Tim James și Antonina Armato, și de asemenea Fefe Dobson, Toby Gad, SuperSpy. Noi contribuitori au fost Kevin Rudolf, Katy Perry, Jonas Jeberg, RedOne și alții. Albumul este compus din piese dance-pop. Selena gomez a spus că majoritatea cântecelor de pe acest album sunt dedicate faniilor săi. La fel ca și precedentul lor album, Kiss & Tell, albumul discută subiectele dragostei, libertății și bucuria trăirii momentului.
Albumul a primit multe recenzii pozitive, criticii spunând că este formația începe să se dezvolte. A Year Without Rain a debutat în numărul patru în Statele Unite, vânzând  66,000 de copii în prima sa săptămână de vânzări.  În ianuarie 2011, albumul a primit o certificație de aur de la RIAA.

## Dezvoltare

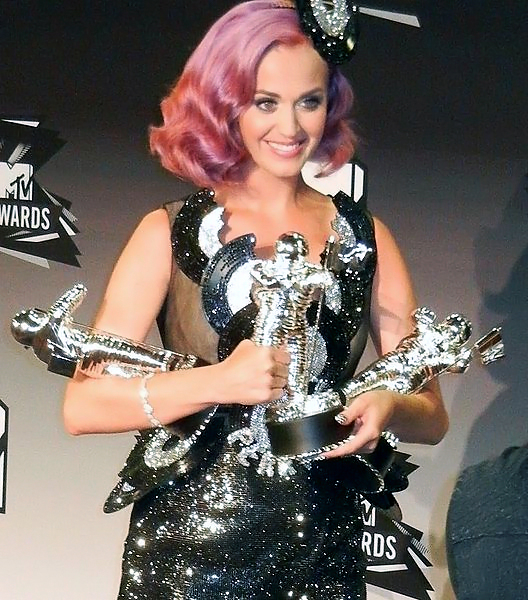
Katy Perry (imagine) a fost una dintre mulții colaboratori cu care formația a lucrat la album.

Într-un interviu cu MTV News în februarie 2010, Selena Gomez a spus: „Este cam diferit — mai matur — și are un fel de sunet reggae”. Gomez a spus că nu era sigură că vrea să fie compozitoarea principală al albumului, nevrând să aibă parte de atâta presiune.
Despre noul stil techno, Gomez a spus că a fost inspirat de către hit-ul său de succes „Naturally". Ea a explicat, „Simt niște sentimente când cânt acest cântec pe care îl iubesc, deci când m-am întors în studioul de înregistrări, am înțeles mai bine unde voiam să fiu muzicală”.
Gomez a spus că albumul a fost numit după single-ul titular pentru că a fost primul cântec înregistrat pentru album, și ea a vrut să bazeze restul muncii sale pe acest cântec. În iulie 2010, Gomez a confirmat că un cântec nelansat co-scris de Katy Perry i-a fost dat, și că Perry a contribuit prin a face vocile de background. Ea a confirmat și titlurile cântecelor „A Year Without Rain” și „Intuition”. Pe data de 17 august 2010, Gomez a lansat și track listing-ul albumului.

## Single-uri
Single-ul principal de pe album, „Round & Round” a fost lansat pe data de 22 iunie 2010, iar cel de-al doilea single după care a fost numit albumul, „A Year Without Rain” a fost lansat pe 7 septembrie 2010.

## Track listing
| Nr. | Titlu                           | Autor(i)                                                           | Producător              | Lungime |  |
| 1.  | „Round & Round”                 | Kevin Rudolf Andrew Bolooki Fefe Dobson Jeff Halavacs Jacob Kasher | Rudolf Bolooki Halavacs | 3:06    |  |
| 2.  | „A Year Without Rain”           | Lindy Robbins Toby Gad                                             | Gad                     | 3:54    |  |
| 3.  | „Rock God”                      | Katy Perry Printz Board Victoria Jane Horn Ahmed Bittar            | Rock Mafia              | 3:08    |  |
| 4.  | „Off the Chain”                 | Tim James Antonina Armato Devrim Karaoglu                          | Rock Mafia              | 4:03    |  |
| 5.  | „Summer's Not Hot”              |                                                                    | RedOne                  | 3:05    |  |
| 6.  | „Intuition” (cu Eric Bellinger) | Gad Eric Bellinger Robbins                                         | Gad                     | 2:59    |  |
| 7.  | „Spotlight”                     | Peer Åström Shelly Peiken Adam Anders Nikki Hassman                | Åström Anders           | 3:31    |  |
| 8.  | „Ghost of You”                  | Peiken Jonas Jeberg Rasmus Seebach Bittar                          | Jeberg                  | 3:23    |  |
| 9.  | „Sick of You”                   | Matt Squire Lucas Banker                                           | Squire                  | 3:23    |  |
| 10. | „Live Like There's No Tomorrow” | Matt Bronleewe Nicky Chinn Andrew Fromm Meghan Kabir               | SuperSpy                | 4:07    |  |

| Piese bonus internaționale | |                                           |         |  |
| Nr.                        | Titlu                                                                                              | Autor(i)                                  | Lungime |  |
| 3.                         | „Naturally” (toate numerele după piesa 3 sunt mărite cu unu, e.g. „Rock God” este numărul 4, etc.) | Antonina Armato Tim James Devrím Karaoglu | 3:22    |  |

| Piese bonus din Anglia/Asda |                                                            |          |         |  |
| Nr.                         | Titlu                                                      | Autor(i) | Lungime |  |
| 12.                         | „Round & Round” (Razor & Guido Club Vocal Mix Radio Remix) |          | 3:48    |  |
| 13.                         | „Dezvoltarea albumului Kiss & Tell”                        |          | 15:00   |  |
| 14.                         | „Mesaj video de la Selena Gomez”                           |          | 0:15    |  |

| Piese bonus din ediția de delux |                                                                     |                                             |         |  |
| Nr.                             | Titlu                                                               | Autor(i)                                    | Lungime |  |
| 11.                             | „Round & Round” (Dave Audé Radio Remix)                             | Rudolf Bolooki Dobson Halavacs Kasher       | 3:33    |  |
| 12.                             | „A Year Without Rain” (EK's Future Classic Remix – Radio Edit)      | Gad Robbins                                 | 4:05    |  |
| 13.                             | „Un Año Sin Lluvia” („A Year Without Rain” – versiunea în spaniolă) | Edgar Cortazar, Gad, Mark Portmann, Robbins | 3:30    |  |

| Piese bonus din ediția de delux de pe iTunes |                                           |         |  |
| Nr.                                          | Titlu                                     | Lungime |  |
| 14.                                          | „Round & Round” (videoclip muzical)       |         |  |
| 15.                                          | „A Year Without Rain” (videoclip muzical) | 3:29    |  |

## Charturi și certificații
| Chart (2010)                    | Poziție pe chart |
| ------------------------------- | ---------------- |
| Australian Albums Chart         | 46               |
| Austrian Albums Chart           | 19               |
| Belgian Albums Chart (Flanders) | 11               |
| Belgian Albums Chart (Wallonia) | 21               |
| Canadian Albums Chart           | 6                |
| Czech Republic Albums Chart     | 9                |
| Dutch Albums Chart              | 51               |
| French Albums Chart             | 26               |
| German Albums Chart             | 22               |
| Greek Albums Chart              | 10               |
| Hungarian Albums Chart          | 23               |
| Irish Albums Chart              | 40               |
| Italian Albums Chart            | 28               |
| Japanese Albums Chart           | 52               |
| Mexican Albums Chart            | 16               |
| New Zealand Albums Chart        | 24               |
| Polish Albums Chart             | 11               |
| Portuguese Albums Chart         | 9                |
| Spanish Albums Chart            | 6                |
| Swiss Albums Chart              | 37               |
| Taiwanese Albums Chart          | 2                |
| UK Albums Chart                 | 14               |
| US Billboard 200                | 4                |

| Chart (2010)     | Position |
| ---------------- | -------- |
| US Billboard 200 | 144      |
| Chart (2011)     | Position |
| US Billboard 200 | 67       |

| Țară          | Certificație |
| ------------- | ------------ |
| Brazilia      | Aur          |
| Canada        | Aur          |
| Polonia       | Platină      |
| Anglia        | Argint       |
| Statele Unite | Aur          |

## Istoricul de lansare
| Țara           | Data lansării      | Format    | Casă de discuri     |
| -------------- | ------------------ | --------- | ------------------- |
| Polonia        | 17 septembrie 2010 | CD        | Universal Music     |
| Canada         | 21 septembrie 2010 | CD/CD+DVD | Universal Music     |
| Germania       | 21 septembrie 2010 | CD/CD+DVD | Universal Music     |
| Statele Unite  | 21 septembrie 2010 | CD/CD+DVD | Hollywood Records   |
| Australia      | 24 septembrie 2010 | CD+DVD    | Universal Music     |
| Mexic          | 24 septembrie 2010 | CD+DVD    | Universal Music     |
| Regatul Unit   | 4 octombrie 2010   | CD/CD+DVD | Fascination Records |
| Brazilia       | 15 octombrie 2010  | CD/CD+DVD | Universal Music     |
| India          | 29 octombrie 2010  | CD/CD+DVD | Universal Music     |
| Franța         | 2 decembrie 2010   | CD/CD+DVD | Fascination Records |
| Japonia        | 26 ianuarie 2011   | CD/CD+DVD | Avex International  |
| China (Taiwan) | 28 ianuarie 2011   | CD+DVD    | Universal Music     |